# Looping Louie

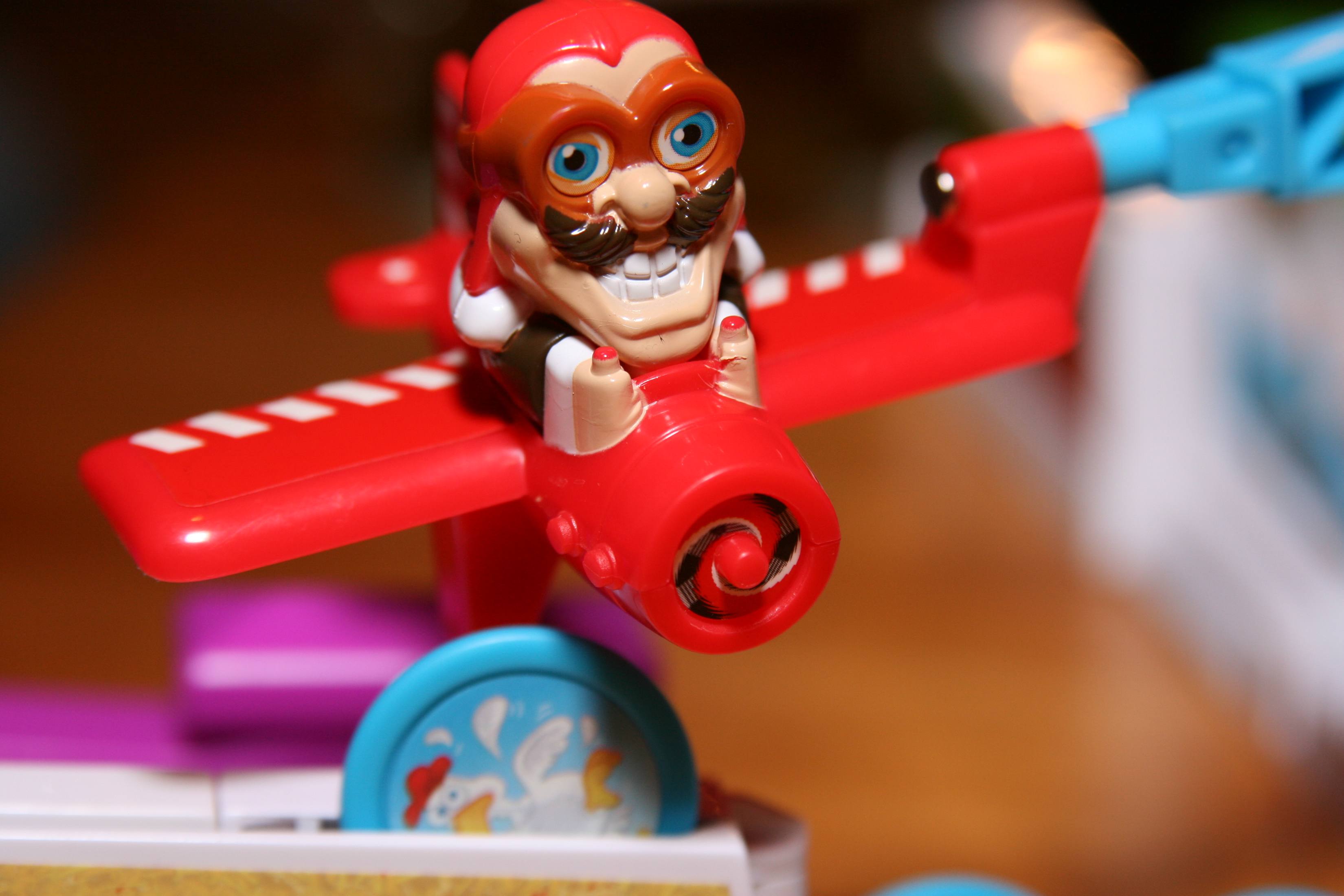
Looping Louie kurz bevor er ein Huhn erwischt.

Looping Louie ist ein von Milton Bradley seit 1994 produziertes Geschicklichkeitsspiel für Kinder. Es ist aus Kunststoff hergestellt und batteriebetrieben. Ziel ist es, als einziger Farmer die Angriffe seitens Looping Louie auf die Hühner zu überstehen. Das Spiel wurde 1994 mit dem Sonderpreis Kinderspiel beim Spiel des Jahres ausgezeichnet. 2006 erschien eine Neuauflage.
Darüber hinaus wird das Spiel gerne von Erwachsenen als Trinkspiel genutzt, wobei bei jedem Fallen eines Coins ein Schluck getrunken bzw. ein Glas geleert werden muss.

## Spielanleitung
Das Spiel wird von bis zu vier Personen gespielt. Jeder Spieler hat eine eigene Farm mit anfangs drei Hühnern, die durch drei kleine Kunststoffscheiben ausgedrückt werden. Die Kunststoffscheiben werden auf das Dach der Farm gestellt.
Fliegt Looping Louie mit seinem Flugzeug in eines der Hühner, so rollt es herunter. Das Spiel dauert solange an, bis ein Spieler keines von seinen anfänglichen drei Hühnern mehr hat und somit ausscheidet. Vor der Farm hat jeder Spieler ein kleines Katapult, mit dem er durch geschickte Reaktion den Looping Louie über die Hühner hinwegfliegen lassen kann.
Es existieren zwei Schwierigkeitsstufen; durch Verstellen des Katapultes kann man die Fläche, die benutzt wird, um Louie zu katapultieren, verkleinern oder vergrößern. Dies ermöglicht einen etwas ausgeglicheneren Wettkampf zwischen Kindern und Erwachsenen.

## Wettbewerb
MB wirbt damit, das Spiel fördere die Hand-Augen-Koordination und das Reaktionsvermögen. Obwohl das Spiel ursprünglich für Kinder gemacht war, spielen es auch vermehrt Erwachsene. In den letzten Jahren hat das Spiel unter jungen Erwachsenen als Trinkspiel stark an Popularität gewonnen.

## Erweiterungen
Inzwischen findet man zunehmend Erweiterungen für das Spiel. Dabei geht es im Wesentlichen um optisches Tuning (unter anderem Beleuchtung), den Umbau des Spielmaterials für bis zu acht Spieler sowie die Ansteuerung des Motors, um verschiedene Fluggeschwindigkeiten zu erreichen.

## Rezeption
Looping Louie wurde 1994 von der Jury des Spiel des Jahres mit dem Sonderpreis Kinderspiel ausgezeichnet und erhielt beim Deutschen Spiele Preis 1994 den „Sonderpreis Aktionsspiel“. 2006 wurde das Spiel zudem auf den dritten Platz des Schweizer Spielepreises gewählt.
Die Auszeichnung zum Kinderspiel des Jahres wurde teilweise kritisiert und als Trend für einfache Spiele ohne echten Spieleautor angesehen. So kritisierte der Spielekritiker und Mitveranstalter Wieland Herold auf dem Göttinger Spieleautorentreffen 1994:

„Das beste Kinderspiel des Jahres kommt ohne den Kostenfaktor Autor aus. Die Jury, die viel für die Autorenschaft mit ihrer Arbeit geleistet hat, paßt sich mit der Entscheidung einem Zeittrend an. Die Aufbauanleitung wird wichtiger als das Regelwerk.“

## Ähnliche Spiele
Hasbro hatte 1999 Barn Buzzin’ Goofy auf den amerikanischen Markt gebracht. Statt Hühner sind auf den Chips Kürbisse und Wassermelonen zu sehen. Beim Bobbin’ Bumblebee Game ist das Flugzeug durch eine dicke Hummel ersetzt. 2015 erschien bei Hasbro die Variante Star Wars Looping Chewie.